# پت اوهارا وود
 پت اوهارا وود (انگلیسی: Pat O'Hara Wood؛ زاده ۳۰ آوریل ۱۸۹۱ درگذشته ۳۰ دسامبر ۱۹۶۱) یک تنیس‌باز اهل استرالیا بود.